# 'Na bruta banda
'Na bruta banda è il secondo album in studio del gruppo reggae italiano Pitura Freska, pubblicato nel 1991.

## Descrizione
Doc fa riferimento all'omonimo programma televisivo, trasmesso in quel periodo dalla Rai 3, condotto da Renzo Arbore, dove gli ospiti si esibivano dal vivo. Il testo denuncia il mancato invito alla trasmissione, dovuto alla loro matrice dialettale.
Pin Floi, primo grande successo dei Pitura Freska, è un brano che parla del grande e discusso concerto dei Pink Floyd a Venezia che si tenne durante la festa del Redentore del 1989. La canzone, divenuta una pietra miliare della canzone dialettale veneziana, racconta l'esperienza diretta del cantante Sir Oliver Skardy che non riuscì a raggiungere l'area del concerto a causa della grande confusione e dello sciopero dei trasporti pubblici locali indetto proprio il giorno del concerto.
Altro brano, Marghera, affronta il tema della liberalizzazione delle droghe leggere (che sarà ripreso da Skardy in Ah mi no so miga nell'album solista Grande Bidello): l'originalità sta nel intersecare questa problematica con quella di tipo ambientale di Marghera, località veneziana di terraferma, sede di un grande petrolchimico; chiaro e riassuntivo il ritornello: Marghera sensa fabriche saria più sana / na giungla de panoce pomodori e marijuana. (trad. "Marghera senza fabbriche sarebbe più sana / una giungla di pannocchie, pomodori e marijuana")
So mato par ea mona è una cover parodistica della canzone La mia moto di Jovanotti (citato espressamente nell'incipit: Co sento odor de mona / vado via co la testa / mi no so Jovanoti / so Pitura Freska) con un testo particolarmente licenzioso.

## Tracce
1. 'Na bruta banda – 4:27
2. The boss – 4:40
3. Doc – 5:43
4. Pin Floi – 5:39
5. Marghera – 5:34
6. Bateo – 4:16
7. Bea fia – 4:55
8. Bienal – 5:13
9. Suca baruca – 4:53
10. So mato par ea mona – 3:42

Durata totale: 49:02

## Formazione

### Gruppo
- Sir Oliver Skardy - voce
- Cristiano Verardo - chitarra
- Francesco Duse - chitarra
- Marco Forieri - sax, voce
- Valerio Silvestri - tromba, cori
- Francesco Casucci - basso

### Altri musicisti
- Graziano Guerriero - batteria
- Naco - percussioni
- "Tastie" Rino Zinno - tastiera
- Toni Costantini - trombone
- Roberto Cinese Cafiero - sax
- Feiez - sax
- Paola Folli, Patrizia Di Malta - cori